# Ampharete trilobata
Ampharete trilobata är en ringmaskart som beskrevs av Webster och Benedict 1887. Ampharete trilobata ingår i släktet Ampharete och familjen Ampharetidae. Inga underarter finns listade i Catalogue of Life.